# Finala Cupei Confederațiilor FIFA 2013
Finala Cupei Confederațiilor FIFA 2013 a fost un meci de fotbal jucat pentru a determina câștigătorii Cupei Confederațiilor FIFA 2013. Meciul s-a jucat pe Estádio do Maracanã, Rio de Janeiro, Brazilia la 30 iunie 2013 între Brazilia și Spania. Brazilia a învins Spania cu 3–0, goluri marcate de Fred și Neymar, punând capăt seriei de 29 de meciuri fără înfrângere a Spaniei.

## Drumul către finală
Pentru mai multe detalii despre acest subiect, vedeți Cupa Confederațiilor FIFA 2013.
| Echipa   | MJ | V | E | Î | GM | GP | G  | Pct |
| -------- | -- | - | - | - | -- | -- | -- | --- |
| Brazilia | 3  | 3 | 0 | 0 | 9  | 2  | +7 | 9   |
| Italia   | 3  | 2 | 0 | 1 | 8  | 8  | 0  | 6   |
| Mexic    | 3  | 1 | 0 | 2 | 3  | 5  | −2 | 3   |
| Japonia  | 3  | 0 | 0 | 3 | 4  | 9  | −5 | 0   |

| Echipa  | MJ | V | E | Î | GM | GP | G   | Pct |
| ------- | -- | - | - | - | -- | -- | --- | --- |
| Spania  | 3  | 3 | 0 | 0 | 15 | 1  | +14 | 9   |
| Uruguay | 3  | 2 | 0 | 1 | 11 | 3  | +8  | 6   |
| Nigeria | 3  | 1 | 0 | 2 | 7  | 6  | +1  | 3   |
| Tahiti  | 3  | 0 | 0 | 3 | 1  | 24 | −23 | 0   |

## Ante-meci

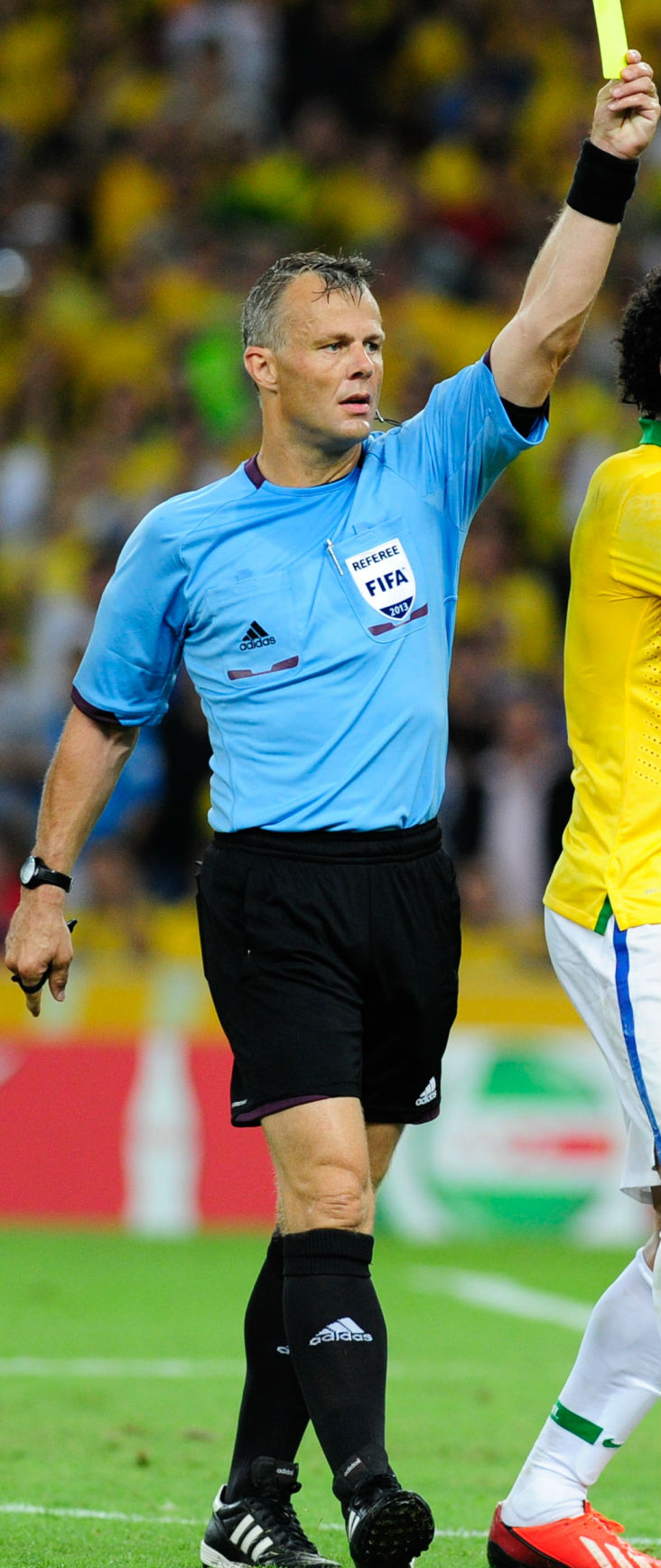
Arbitrul Bjorn Kuipers în timpul unui meci de fotbal.

### Arena
Pe 3 iunie 2013 FIFA a anunțat că Estádio do Maracanã din Rio de Janeiro, Brazilia va găzdui finala. Este cea mai mare dintre cele șase stadioane folosite la Cupa Confederațiilor 2013.

### Mingea oficială
Adidas Cafusa, produsă de Adidas, a fost mingea oficială a turneului.Balonul a fost utilizat anterior și pentru Campionatul Mondial al Cluburilor FIFA 2012.

## Meci
| Brazilia                | 3–0    | Spania |
| ----------------------- | ------ | ------ |
| Fred 2', 47' Neymar 44' | Raport |        |

| Brazilia | Spania |

| P                   | 12 | Júlio César      |  |     |
| F                   | 2  | Daniel Alves     |  |     |
| F                   | 3  | Thiago Silva (c) |  |     |
| F                   | 4  | David Luiz       |  |     |
| F                   | 6  | Marcelo          |  |     |
| M                   | 18 | Paulinho         |  | 88' |
| M                   | 17 | Luiz Gustavo     |  |     |
| M                   | 11 | Oscar            |  |     |
| M                   | 19 | Hulk             |  | 73' |
| M                   | 10 | Neymar           |  |     |
| A                   | 9  | Fred             |  | 80' |
| Schimbări:          |    |                  |  |     |
| M                   | 23 | Jádson           |  | 73' |
| M                   | 21 | Jô               |  | 80' |
| M                   | 8  | Hernanes         |  | 88' |
| Antrenor:           |    |                  |  |     |
| Luiz Felipe Scolari |    |                  |  |     |

| P                  | 1  | Iker Casillas (c) |     |     |
| F                  | 17 | Álvaro Arbeloa    | 15' | 46' |
| F                  | 15 | Sergio Ramos      | 28' |     |
| F                  | 3  | Gerard Piqué      | 68' |     |
| F                  | 18 | Jordi Alba        |     |     |
| M                  | 16 | Sergio Busquets   |     |     |
| M                  | 8  | Xavi              |     |     |
| M                  | 6  | Andrés Iniesta    |     |     |
| M                  | 11 | Pedro Rodríguez   |     |     |
| M                  | 13 | Juan Mata         |     | 52' |
| A                  | 9  | Fernando Torres   |     | 59' |
| Schimbări:         |    |                   |     |     |
| F                  | 5  | César Azpilicueta |     | 46' |
| M                  | 22 | Jesús Navas       |     | 52' |
| A                  | 7  | David Villa       |     | 59' |
| Antrenor:          |    |                   |     |     |
| Vicente del Bosque |    |                   |     |     |

| Omul meciului: Neymar (Brazilia) Arbitrii asistenți: Sander van Roekel (Olanda) Erwin Zeinstra (Olanda) Al IV-lea oficial: Felix Brych (Germania) Al V-lea oficial: Mark Borsch (Germania) |

## Vezi și
- Faza eliminatorie a Cupei Confederațiilor FIFA 2013

## Legături externe
- Confederațiilor FIFA 2013[nefuncțională]